# Pierre Bayle-lezing
De Pierre Bayle-lezing wordt sinds 1990 ongeveer om de twee jaar in Rotterdam georganiseerd door de Pierre Bayle Stichting. De lezingen zijn vernoemd naar de Franse hugenoot Pierre Bayle.  

## Gehouden lezingen
- 2015 Justin Erik Halldór Smith, The Gravity of Satire: Offense and Violence after the Paris Attacks
- 2011 Bertus de Rijk, Kritisch denken en onze hang naar de vaste grond
- 2009 Susan Neiman, Crimes and Misfortunes: Does Bayle's vision of history have a future?
- 2006 Kwame Anthony Appiah, The Difficulties of Religious Toleration
- 2004 Jonathan Israel, Bayle, Enlightment, Toleration and Modern Western Society
- 2002 John Searle, The Future of Philosophy
- 1999 Alain Finkielkraut,
- 1995 Hilary Putnam, Non-scientific Knowledge
- 1994 Adam Michnik, The East-European Revolutions of the year 1989
- 1993 Peter Burke, History as Fact and Fiction
- 1992 Léon Poliakov, De la judeophobie
- 1991 Michael Ignatieff, The Republic of Letters, Now and Then
- 1990 Martha Nussbaum, Political Animals: Aristotle on Nature and the Human Order